# حرف مستدير الأوراق
الحُرْف مستدير الأوراق نوع نباتي يتبع جنس الحُرْف من الفصيلة الصليبية.

## الموئل والانتشار
موطنه الولايات المتحدة الأمريكية.